# Stade municipal de Khénifra
 (avril 2025).
Le stade municipal de Khénifra (en arabe : الملعب البلدي لخنيفرة) est un stade de football situé dans la ville de Khénifra au Maroc. C'est le stade ou évolue le club local de la ville : le Chabab Atlas Khénifra.